# 特里靈群島
69°30′S 39°38′E / 69.500°S 39.633°E
特里靈群島（英語：Trilling Islands）是南極洲的群島，位於呂佐夫-霍爾姆灣東部的特里靈灣東部，處於斯卡夫斯內斯半島南部，由3座島嶼組成，該群島根據挪威探險隊拍攝的空中照片被繪入地圖。